# Pagyda atriplagiata
Pagyda atriplagiata là một loài bướm đêm trong họ Crambidae.